# Etelis

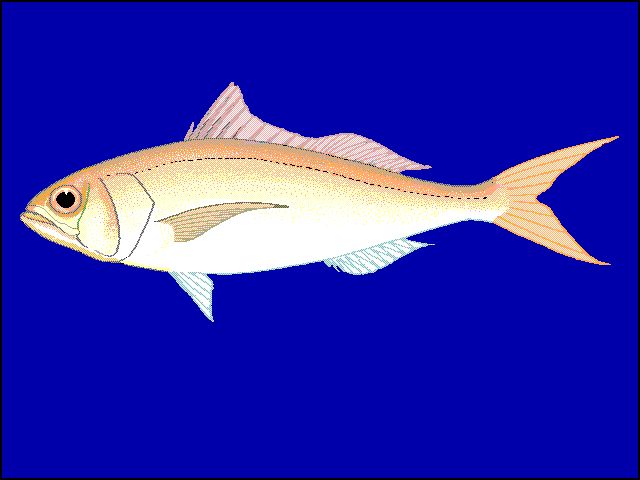
Etelis radiosus

Etelis és un gènere de peixos de la família dels lutjànids i de l'ordre dels perciformes.

## Taxonomia
- Etelis carbunculus (Cuvier, 1828)[2][3][4]
- Etelis coruscans (Valenciennes, 1862)[5]
- Etelis oculatus (Valenciennes, 1828)[6][7]
- Etelis radiosus (Anderson, 1981)[8][9][10][11][12][13][14]